# Cartelègue
Cartelègue é uma comuna francesa na região administrativa da Nova Aquitânia, no departamento da Gironda. Estende-se por uma área de 11,51 km². Em 2010 a comuna tinha 1 249 habitantes (densidade: 108,5 hab./km²).